# Ди Си Студиос
„Ди Си Студиос“ (на английски: DC Studios) е американско филмово и телевизионно студио, който е подразпределение на Уорнър Брос и дъщерна компания на Уорнър Брос. Дискавъри. Той се посещава за производството на филми, сериали и анимации, които са базирани на героите, създадени от „Ди Си Комикс“, сред тях е тяхната водеща поредица „Разширената вселена на Ди Си“, част от Вселената на Ди Си. Джеймс Гън и Питър Сафран поемат контрола на кампанията на 1 ноември 2022 г. Преди това Уолтър Хамада беше преиздентът на „Ди Си Филмс“ от 2018 г. след напускането му през октомври 2022 г.

## Управление

### Сегашни
- Джеймс Гън – съпредседател и съизпълнителен директор (от ноември 2022 г.)[4]
- Питър Сафран – съпредседател и съизпълнителен директор (от ноември 2022 г.)[4]
- Чантал Нонг – старши вицепрезидент (от февруари 2018 г.)[7]

### Бивши
- Джон Берг – бивш изпълнителен вицепрезидент, „Уорнър Брос Пикчърс“,[8] бивш съпредседател на „Ди Си Филмс“ (от май 2016 г. до декември 2017 г.)[9]
- Джоф Джонс – бивш съпредседател на „Ди Си Филмс“ (от май 2016 г. до декември 2017 г.),[9] бивш президент и креативен офицер на „Ди Си Ентъртейнмънт“ (от февруари 2010 г. до юни 2018 г.)[10]
- Уолтър Хамада – бивш президент (от януари 2018 г. до октомври 2022 г.)[3][11]

## Списък с филми
| #       | Заглавие                                                         | Премиера в САЩ      | Режисьор(и)            | Копроизводствени компании                                                                              | Поредица                     | Бележки                     |
| Пуснати | Пуснати                                                          | Пуснати             | Пуснати                | Пуснати                                                                                                | Пуснати                      | Пуснати                     |
| ------- | ---------------------------------------------------------------- | ------------------- | ---------------------- | --- | ---------------------------- | --------------------------- |
| 1       | „Отряд самоубийци“                                               | 5 август 2016 г.    | Дейвид Айър            | Warner Bros. Pictures, Atlas Entertainment                                                             | Разширената вселена на Ди Си | –                           |
| 2       | „Жената-чудо“                                                    | 2 юни 2017 г.       | Пати Дженкинс          | Warner Bros. Pictures, Atlas Entertainment, Cruel and Unusual Films                                    | Разширената вселена на Ди Си | –                           |
| 3       | „Лигата на справедливостта“                                      | 17 ноември 2017 г.  | Зак Снайдър Джос Уидън | Warner Bros. Pictures, RatPac-Dune Entertainment, Atlas Entertainment, Cruel and Unusual Films         | Разширената вселена на Ди Си | –                           |
| 4       | „Аквамен“                                                        | 21 декември 2018 г. | Джеймс Уан             | The Safran Company                                                                                     | Разширената вселена на Ди Си | –                           |
| 5       | „Шазам!“                                                         | 5 април 2019 г.     | Дейвид Сандбърг        | New Line Cinema, The Safran Company, Seven Bucks Productions                                           | Разширената вселена на Ди Си | –                           |
| 6       | „Жокера“                                                         | 4 октомври 2019 г.  | Тод Филипс             | Warner Bros. Pictures, Village Roadshow Pictures, Bron Creative, Joint Effort Productions              | Филмова поредица „Жокер“     | –                           |
| 7       | „Хищни птици“                                                    | 7 февруари 2020 г.  | Кати Ян                | Warner Bros. Pictures, LuckyChap Entertainment, Kroll & Co. Entertainment, Clubhouse Productions       | Разширената вселена на Ди Си | –                           |
| 8       | „Жената чудо 1984“                                               | 25 декември 2020 г. | Пати Дженкинс          | Warner Bros. Pictures, Atlas Entertainment, The Stone Quarry                                           | Разширената вселена на Ди Си | –                           |
| 9       | „Лигата на справедливостта: Режисьорската версия на Зак Снайдър“ | 18 март 2021 г.     | Зак Снайдър            | Warner Bros. Pictures, Access Entertainment, Atlas Entertainment, Dune Entertainment, The Stone Quarry | Разширената вселена на Ди Си | Ексклузивен филм за HBO Max |
| 10      | „Отрядът самоубийци“                                             | 5 август 2021 г.    | Джеймс Гън             | Atlas Entertainment, The Safran Company                                                                | Разширената вселена на Ди Си | –                           |
| 11      | „Батман“                                                         | 4 март 2022 г.      | Мат Рийвс              | Warner Bros. Pictures, 6th & Idaho, Dylan Clark Productions                                            | филмова поредица „Батман“    | –                           |
| 12      | „Черният Адам“                                                   | 21 октомври 2022 г. | Жауме Колет-Сера       | New Line Cinema, Seven Bucks Productions, FlynnPictureCo.                                              | Разширената вселена на Ди Си | –                           |
| Бъдещи  |                                                                  |                     |                        | |                              |                             |
| 13      | „Шазам: Яростта на боговете“                                     | 17 март 2023 г.     | Дейвид Сандбърг        | New Line Cinema, The Safran Company, Seven Bucks Productions                                           | Разширената вселена на Ди Си | В развитие                  |
| 14      | „Светкавицата“                                                   | 23 юни 2023 г.      | Анди Мушиети           | Warner Bros. Pictures, The Disco Factory, Double Dream                                                 | Разширената вселена на Ди Си | В развитие                  |
| 15      | „Синия бръмбар“                                                  | 18 август 2023 г.   | Анхел Мануел Сото      | Atlas Entertainment, The Safran Company, S&K Pictures                                                  | Разширената вселена на Ди Си | В развитие                  |
| 16      | „Аквамен и изгубеното кралство“                                  | 25 декември 2023 г. | Джеймс Уан             | The Safran Company, Atomic Monster Productions                                                         | Разширената вселена на Ди Си | В развитие                  |
| 17      | „Жокера: Лудост за двама“                                        | 4 октомври 2024 г.  | Тод Филипс             | Joint Effort, Bron Creative                                                                            | филмова поредица „Жокер“     | В развитие                  |